# Lepidostoma parvulum
Lepidostoma parvulum is een schietmot uit de familie Lepidostomatidae. De soort komt voor in het Palearctisch gebied.